# U-156 (1941)
U-156 — подводная лодка типа IXC кригсмарине времён Второй мировой войны. Заложена 11 октября 1940 года на верфи «Dechimag A.G. Weser» в Бремене под строительным номером 998. Спущена на воду 21 мая 1941, вошла в строй 21 ноября 1941 года.

Погибла при выполнении боевого задания 8 марта 1943 года.

## Служба
Командиром лодки на протяжении всей её службы был капитан-лейтенант (позднее корветтен-капитан) Вернер Хартенштайн (кавалер Рыцарского креста Железного креста).
4 сентября 1941 года — 31 декабря 1941 года — в составе 4-й флотилии (подготовка экипажа).
1 января 1942 года и до последних дней — в составе 2-й флотилии.
Выполнила 5 боевых походов. Принимала участие в нападении на Арубу в феврале 1942.
Потопила 20 судов общей грузовместимостью 97 504 брт. Повредила 3 судна (18 811 брт) и один военный корабль (1 190 тонн).
Во время выполнения первого похода 16 февраля 1942 года из-за несчастного случая (забыли вынуть предохранительную пробку) произошёл взрыв снаряда в стволе орудия. Погиб один матрос, а артиллерийский офицер потерял ногу. Разрушенную часть ствола удалили и лодка продолжила боевое патрулирование.

### Инцидент с «Лаконией»
Выйдя 15 августа 1942 года из Лорьяна (Франция) в очередное патрулирование (в составе отряда «Пфайль»), 12 сентября в квадрате ЕТ 7721 (сетка кригсмарине) U-156 встретила войсковой транспорт «Лакония», следовавший из Суэца в Великобританию.
На борту находилось более 2 700 человек: 463 члена экипажа, около 80 гражданских пассажиров, в том числе женщин и детей, 268 британских военнослужащих, около 1 800 военнопленных итальянцев и 103 поляка-конвоира.
В 11:37 наблюдатель U-156 доложил, что видит дым. На мостик поднялся капитан. Лодка увеличила скорость и легла курсом на перехват.
К 15 часам класс корабля был идентифицирован и было принято решение об атаке (из надводного положения в тёмное время суток).
Был произведён залп из торпедных аппаратов № 1 и № 3 с интервалом в 20 секунд.
В 22:07 судно поразила первая торпеда, через несколько секунд — вторая.
В 22:22 с борта судна дали радио открытым текстом об атаке подводной лодки и о бедственном положении.
В 23:25 судно затонуло в точке с координатами 04°34" N 11°25" W.
Обнаружив, что среди находящихся в воде людей имеются итальянцы, Хартенштайн принял решение оказать помощь спасающимся. Уже проводя спасательную операцию, он запросил у штаба инструкции. Понимая, что собственными силами не справиться, 13 сентября в 06:00 капитан на волне 25 метров передал радиограмму следующего содержания:
Если какой-нибудь корабль пожелает оказать помощь экипажу „Лаконии“, я не стану атаковать его при условии, если сам не буду атакован с моря или с воздуха. Имею на борту 193 спасенных. 4 градуса 52 минуты южной широты, 11 градусов 26 минут западной долготы.Германская подводная лодка.
На помощь поспешили подводные лодки Кригсмарине U-506 и U-507, а также итальянская «Каппеллини» («Cappellini» капитан 1-го ранга Марко Реведин). Главнокомандующий Кригсмарине адмирал Редер обратился за помощью к правительству Виши, которое выслало к месту трагедии сторожевые корабли «Аннамит» (капитан 3-го ранга Кемар) и «Дюмон д’Юрвиль», а также крейсер «Глуар».
14 сентября U-156 приняла на борт свыше 400 человек. Затем около половины из них были снова высажены в шлюпки и на плоты. Всего в океане теперь плавало 22 спасательных шлюпки и плота, на которых нашли временное спасение примерно полторы тысячи человек. В воде больше не оставалось ни одного потерпевшего.
15 сентября U-156 дождалась пришедших на помощь U-506 и U-507, на борт которых была передана часть спасённых с «Лаконии».
На борту U-156 оставалось 55 итальянцев и 55 англичан, в том числе 5 женщин.

#### БомбардировкаВВС СШАнемецкой подлодки и спасённых с «Лаконии»
16 сентября в 11:25 над U-156, имевшей на борту более ста спасшихся с «Лаконии» и четыре шлюпки со спасшимися на буксире, пролетел четырёхмоторный самолёт (B-24 «Либерейтор») с опознавательными знаками США. Через полчаса он вернулся. При появлении самолёта на мостике подлодки был растянут флаг Красного Креста. С подводной лодки попытались связаться с самолётом с помощью сигнального прожектора, но не получили ответа. В 12:32 к U-156 снова приблизился самолёт. Это был всё тот же «Либерейтор», хотя немцы об этом не знали.
К этому времени пилот «Либерейтора», лейтенант Джеймс Д. Харден (англ. James D. Harden), получил недвусмысленный приказ командира эскадрильи ВВС армии США на острове Вознесения Роберта С. Ричардсона III: «Топи их всех». Американский историк Клэй Блэйр объясняет этот приказ отсутствием у Ричардсона информации о проводимой немцами спасательной операции. Харден выполнил несколько заходов, сбросив на U-156 пять или шесть бомб. Одна бомба взорвалась между спасательными шлюпками, перевернув одну из них. Две последние бомбы взорвались прямо под центральным отсеком U-156, поэтому Харден счёл, что ему удалось потопить вражескую подлодку. На самом деле U-156 была лишь повреждена. В лодку стала поступать вода, а повреждённые аккумуляторные батареи начали выделять ядовитый хлор, поэтому Хартенштайн в 13:11 передал сигнал бедствия и приказал высадить всех посторонних в шлюпки. В 13:45 подлодка смогла погрузиться и осуществить ремонт, насколько это было возможно в море.
Всплыв, в 23:04 Хартенштайн радировал о случившимся в штаб.
17 сентября в 12:22, U-507 также подверглась атаке, но успела погрузиться до начала бомбометания.

#### Итоги
U-156 получила значительные повреждения: был заклинен зенитный перископ, командирский перископ не поворачивался, вышли из строя семь элементов батарей, сорван фланец магистрали водяного охлаждения дизеля, сломан радиопеленгатор, отказали гидроакустические станции.
Узнав об атаках авиации США на занятые спасательной операцией подлодки, командующий подводными силами кригсмарине адмирал Дёниц отдал так называемый «приказ о „Лаконии“», запрещавший оказание помощи выжившим с потопленных судов противника.
Всего из экипажа и пассажиров Лаконии спаслось 1111 человек, из которых 20 сумели добраться до побережья Африки на шлюпках, 6 итальянцев и 2 британских офицера были увезены на итальянской подлодке «Каппеллини», остальных приняли на борт французские корабли. Большинство погибших (по разным оценкам от 1000 до 1400 человек) составили итальянские военнопленные.

### Гибель
8 марта 1943 года в 13:15 U-156 потоплена атакой самолёта ВМС США («Каталина») к востоку от острова Барбадос в точке с координатами 12°38′ с. ш. 54°39′ з. д.. Весь экипаж (53 человека) погиб.

## В кинематографе
- Инциденту с потоплением «Лаконии» лодкой U-156 посвящён двухсерийный телефильм «Крушение „Лаконии“», впервые показанный телеканалом BBC Two в 2011 году.